# Kjøbenhavns Boldklub
Kjøbenhavns Boldklub, o semplicemente KB, è una società polisportiva con sede in Copenaghen. Risulta essere una delle più antiche d'Europa, essendo stata fondata nel 1876. La polisportiva ha sezioni di calcio, cricket, tennis, badminton, nuoto e pétanque.
Per quanto riguarda la sezione calcistica è la più titolata di Danimarca, vantando quindici campionati e una coppa nazionale. Il club ha inoltre partecipato varie volte alle coppe europee. Nel 1992 il KB si fonde con il B 1903 per formare l'F.C. Copenhagen. Ora le sue formazioni partecipano ai campionati minori danesi e il suo settore giovanile è "Scuola d'Eccellenza" dell'F.C. Copenhagen.
È il club calcistico, ancora in attività, più antico del paese, e per questo è parte del Club of Pioneers, associazione che accoglie i club più longevi per ogni federazione.

## Storia
Il Kjøbenhavns Boldklub viene fondato nel 1876 come società polisportiva, a cui nel 1879 viene aggiunta la sezione calcistica. Il primo campionato nazionale in Danimarca viene organizzato nel 1912, ma in questa data la nazionale danese ha già vinto due medaglie d'argento, una a Londra nel 1908, l'altra a Stoccolma nel 1912. Tra i protagonisti di quelle imprese c'è sicuramente Poul Nielsen, che, pur vincendo solo l'ultima medaglia, detiene tuttora il record di segnature con la maglia della nazionale.
Una volta avviato il campionato, il KB diventa rapidamente una delle migliori squadre danesi, vincendo otto titoli nazionali prima dello scoppio della Seconda guerra mondiale. Nel dopoguerra poi, il club vince tre campionati consecutivi, 1947-1948, 1948-1949 e 1949-1950, ma retrocede al termine del campionato successivo. Dopo un solo campionato passato in seconda divisione, il KB vince da neopromosso il dodicesimo titolo, nella stagione 1952-1953. In seguito, pur non essendo campione in carica, partecipa alla Coppa dei Campioni 1958-1959, dove viene eliminato nel primo turno dallo Schalke 04. Partecipa poi alla Coppa delle Fiere 1960-1961, ma viene eliminato nei quarti dal Birmingham City poi finalista. Negli anni immediatamente seguenti la squadra partecipa altre due volte alla Coppa delle Fiere, venendo però sempre eliminata al primo turno; inoltre disputa due volte la finale della Coppa di Danimarca, uscendo tuttavia sconfitto in entrambe le occasioni.
Il KB conquista il tredicesimo titolo vincendo il campionato 1968, seguito dal quattordicesimo nel 1974; le due esperienze in Coppa dei Campioni sono però concluse al primo turno. Intanto, nel 1969, la squadra vince la sua unica Coppa di Danimarca, mentre in ambito europeo partecipa anche alla Coppa UEFA 1977-1978, riuscendo a passare il primo turno: a farne le spese è il Dundee United. Il cammino nella manifestazione si interrompe tuttavia al turno successivo, dopo la sconfitta con la Dinamo Tbilisi.
Gli anni ottanta si aprono per il club con la conquista del quindicesimo scudetto nel 1980; nella stagione successiva, con in squadra per un solo anno il giovane Michael Laudrup, il KB partecipa alla Coppa dei Campioni 1981-1982, dove riesce ad avere la meglio contro l'Athlone Town, ma non contro l'Universitatea Craiova.
La squadra viene retrocessa al termine del campionato 1982; in seguito, pur giocando ancora diversi campionati in massima divisione, il club non ottiene più vittorie. Il KB raggiunge però la finale della coppa nazionale nel 1984, ma viene qui sconfitto dal Lyngby; partecipa comunque alla Coppa delle Coppe 1984-1985, ma viene subito eliminato dal Fortuna Sittard.
Il KB disputa l'ultimo campionato in massima divisione nel 1990, che è anche l'ultimo prima della nascita della Superligaen; infine, dopo due stagioni in 1. Division concluse lontano dal vertice, il 1º luglio 1992 il club si unisce al B 1903 per formare l'F.C. Copenhagen.

## Palmarès

### Competizioni nazionali
- Campionato danese: 15

1912-1913, 1913-1914, 1916-1917, 1917-1918, 1921-1922, 1924-1925, 1931-1932, 1939-1940, 1947-1948, 1948-1949, 1949-1950, 1952-1953, 1968, 1974, 1980
- Coppa di Danimarca: 1

1969
- 1. Division: 4

1951-1952, 1983, 1985, 1989

### Competizioni internazionali
- Coppa Intertoto: 1

1967

### Altri piazzamenti
- Campionato danese:

Secondo posto: 1945-1946, 1946-1947, 1953-1954, 1959, 1960, 1961, 1979
Terzo posto: 1964, 1966, 1969, 1973, 1976
- Coppa di Danimarca:

Finalista: 1958, 1961, 1965, 1966, 1984
Poul Nelsien